# AGM-83 Bulldog

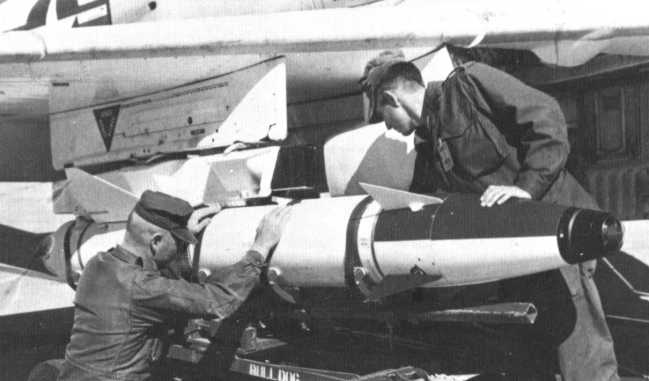
AGM-83 Bulldog

Die von Texas Instruments im Auftrag der US Navy entwickelte AGM-83 Bulldog war eine Luft-Boden-Rakete, bei der die Fehler der AGM-12 Bullpup behoben werden sollten, die aber nicht in Dienst gestellt wurde.
Das Hauptproblem der Bullpup war das manuelle Zielsystem, das die Trefferleistung insbesondere bei Kampfeinsätzen erheblich reduzierte. Als Basis der Bulldog wurde die AGM-12B benutzt, der ein neuer – jetzt 113 kg schwerer – Gefechtskopf sowie ein neues Laser-Zielsystem montiert wurde. Mit diesem Zielsystem konnte ein Ziel markiert werden, das die Bulldog nach ihrem Start automatisch anflog, ohne dass es weiter markiert werden musste. In den Jahren 1971/72 fanden Tests mit der neuen AGM statt, die sie erfolgreich absolvierte, und die Navy plante, dass die Bulldog ab 1974 in Dienst gestellt werden sollte. 1972 wurde die Einstellung des Programmes zu Gunsten der AGM-65 Maverick beschlossen.

## Ähnliche Modelle
- AGM-79 Blue Eye
- AGM-80 Viper